# Hipparcos
Hipparcos (HIgh Precision PARallax COllecting Satellite, satellite de mesure de parallaxe à haute précision) est une mission de l'Agence spatiale européenne destinée à la mesure de la position, de la parallaxe et du mouvement propre des étoiles. Les résultats ont permis de produire trois catalogues d'étoiles : les catalogues Hipparcos, Tycho(-1) et Tycho-2, ce dernier ayant fourni le mouvement propre de plus de 2,5 millions d'étoiles. Le satellite porte le nom de l'astronome grec Hipparque, qui compila un des premiers catalogues d'étoiles.
Le projet est proposé en 1980. Le satellite est lancé le 8 août 1989 par un lanceur Ariane IV. Le satellite devait initialement être placé sur une orbite géostationnaire mais, à la suite d'une panne du moteur d'apogée, Hipparcos reste sur l'orbite de transfert très elliptique. Malgré ce problème, les objectifs scientifiques ont pu être remplis. Les communications avec le satellite se sont interrompues le 17 août 1993.
Les catalogues dressés grâce à Hipparcos ont permis de nombreux progrès  dans notre connaissance d'une part des étoiles et de leur évolution d'autre part des structures des galaxies et de leur dynamique. Il a permis des progrès dans des domaines aussi divers que la détermination de l'âge de l'Univers, les taux de formation d'étoiles, les stratégies de recherches d'exoplanètes, la détermination des âges glaciaires. L'Agence spatiale européenne a décidé en 2000 de lui donner un successeur. Le satellite Gaia, dont le lancement a eu lieu le 19 décembre 2013, doit permettre d'établir un catalogue 50 fois plus précis qu'Hipparcos étendu à un milliard d'étoiles.

## Contexte

### La mesure de la position des étoiles
Pour que la position et la vitesse d'une étoile puissent être déterminées il faut connaitre :
- sa position dans le ciel définie par deux mesures l'ascension droite et la déclinaison,
- sa distance au système solaire,
- son mouvement propre, c'est-à-dire son déplacement apparent sur le plan tangent du ciel par rapport au système solaire
- sa vitesse radiale c'est-à-dire son déplacement le long de la ligne de visée de l'observateur.

L'absence de référentiel absolu naturel rend ces mesures difficiles à réaliser. La mesure de la distance constitue un problème encore plus ardu: lorsque le programme Hipparcos est lancé, les astronomes disposent de moins de 300 étoiles avec une précision meilleure que 10% . Cette distance est estimée en utilisant le mouvement de la Terre autour du Soleil : du fait de ce déplacement l'observateur qui relève à 6 mois d'intervalle la position d'une étoile peut détecter un léger décalage angulaire (voir schéma 1) : la parallaxe. Celle-ci est, pour une étoile située à 10,3 années-lumière, comme 61 du Cygne, est de 0,35 seconde d'arc. Ces angles infimes qui vont en s'amenuisant pour les étoiles plus lointaines, ont été utilisés jusque-là pour mesurer la distance de plusieurs milliers d'étoiles. Mais la précision de la mesure depuis la Terre atteint 10 % dans les cas les plus favorables qui ne concernent que quelques étoiles. Le mouvement propre est mesuré en relevant à intervalles réguliers la position de l'étoile dans le ciel. La vitesse radiale est déterminée en s'appuyant sur l'effet Doppler-Fizeau qui modifie le spectre lumineux de l'étoile en fonction de cette vitesse. 

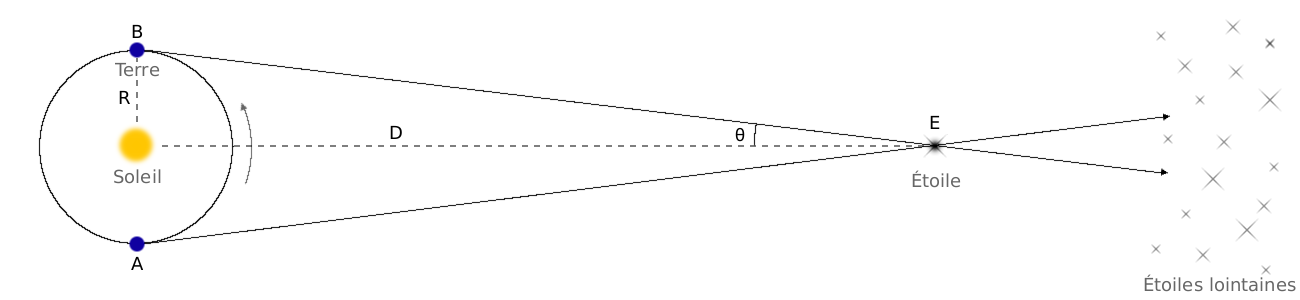
Schéma 1 : mesure de la parallaxe d'une étoile depuis l'orbite terrestre.

### Les enjeux de l'astrométrie
La connaissance de la position et du mouvement des étoiles est essentielle pour déterminer les propriétés physiques des étoiles. La connaissance de celle-ci permet en retour d'alimenter en éléments factuels  les études théoriques qui portent d'une part sur la structure des étoiles et leur évolution d'autre part sur les structures des galaxies et leur dynamique.

### Le lancement du projet

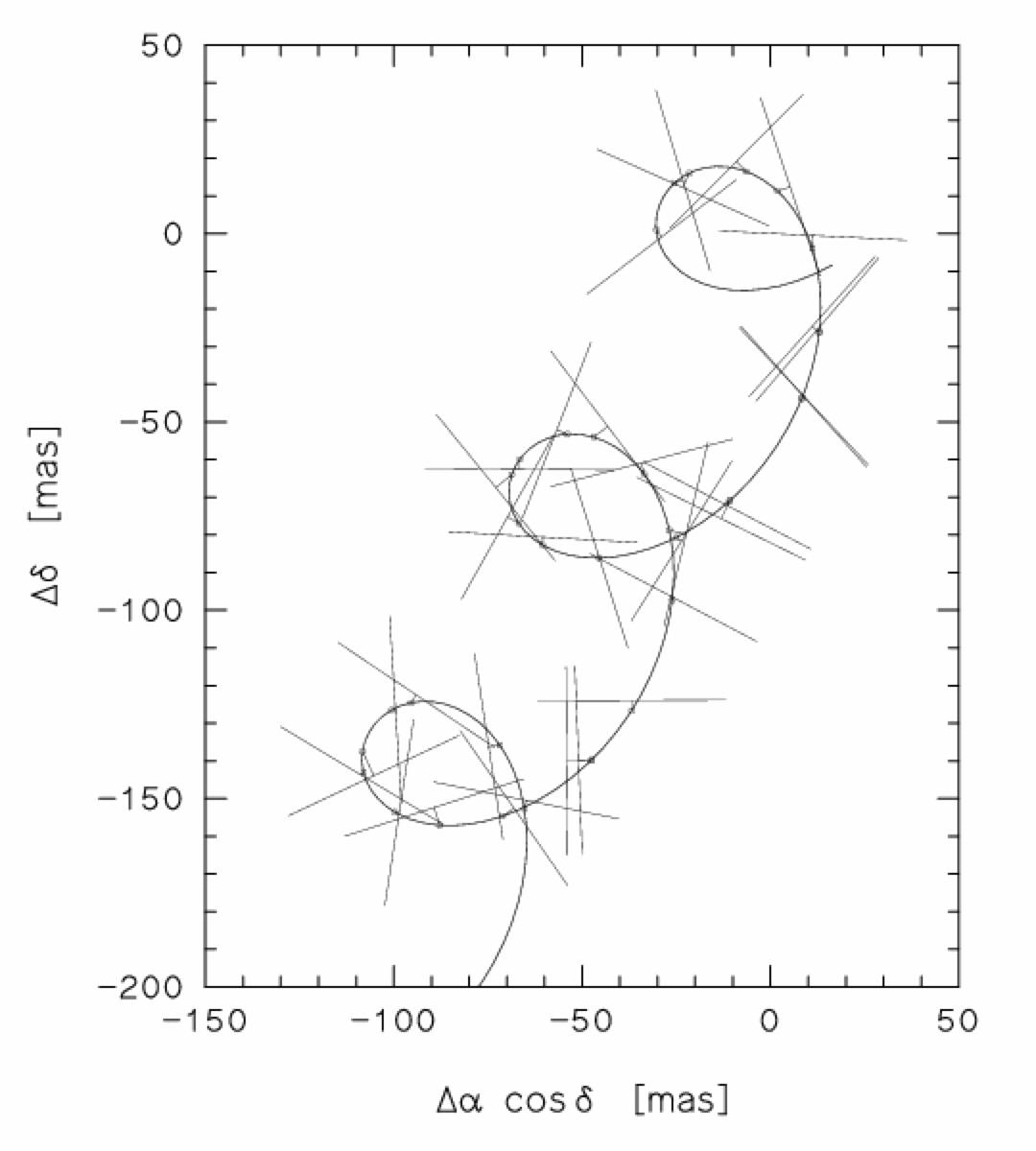
Déplacement apparent d'une étoile relevé par Hipparcos : le tracé reflète le mouvement propre de l'étoile combiné au déplacement de la Terre qui décrit trois orbites autour du Soleil au cours de la mission.

Au cours de la seconde moitié du XXe siècle l'augmentation de la précision dans la mesure de la position des étoiles se heurte à des problèmes croissants liés à l'atmosphère, aux limites atteintes par l'optique des télescopes et à l'impossibilité d'observer l'ensemble de la voute céleste depuis le même point d'observation. En 1967 l'astronome français Pierre Lacroute propose à l'agence spatiale française, le CNES, de développer un satellite pour réaliser un catalogue plus précis des étoiles que celui qui a pu être établi à l'aide de télescopes terrestres. Au-dessus de l'atmosphère les conditions d'observation des étoiles sont meilleures. Le CNES accepte de développer le projet mais devant son coût décide de s'orienter vers un financement multinational. Après une étude de faisabilité réalisée en 1977 l'Agence spatiale européenne sollicitée accepte finalement en 1980 de financer la mission. Celle-ci est baptisée Hipparcos, acronyme de HIgh Precision PARallax COllecting Satellite c'est-à-dire en anglais satellite de mesure de parallaxe à haute précision, mais également nom de l'astronome grec Hipparque, qui compila un des premiers catalogues d'étoiles.

## Objectifs d'Hipparcos
Le programme scientifique se composait de deux parties :
1. L'expérience Hipparcos, dont le but était de mesurer les cinq paramètres astrométriques - la position, le mouvement propre et la parallaxe - d'environ 118 000 étoiles proches de la Terre avec une précision de l'ordre de 2 à 4 milliseconde d'arc.
2. L'expérience Tycho, dont le but était de mesurer les propriétés astrométriques et photométriques de 400 000 autres étoiles situées dans la même région avec une précision moindre.

## Caractéristiques du satellite
Hipparcos, qui pèse 1 140 kg dont 250 kg de charge utile, est haut de 3 mètres avec un diamètre de 1,8 mètre. La plateforme a la forme d'un prisme hexagonal irrégulier et est réalisée en aluminium ; sa partie centrale est occupée par le propulseur solide MAGE chargé de placer le satellite sur son orbite géostationnaire. La charge utile est montée sur son sommet et comporte un pare-soleil.

### La plateforme
Le contrôle d'orientation est maintenu à l'aide de 4 moteurs-fusées de 5 newtons consommant de l'hydrazine stockée dans deux réservoirs d'une contenance totale de 32 kg. Le satellite est en rotation lente à la vitesse de 11,25 tours par jour : cette rotation est entretenue par 6 petits moteurs d'une poussée de 20 millinewtons consommant de l'azote tiré de deux réservoirs contenant 9,3 kg stockés sous une pression de 285 bars. L'énergie électrique est fournie par trois panneaux solaires de 1,19 × 1,69 m qui fournissent 380 watts dont 110 W sont utilisés par la charge utile. Deux batteries nickel-cadmium de 10 ampères-heures chacune fournissent l'énergie lorsque la sonde est plongée dans l'obscurité. Les télécommunications se font en bande S. L'émetteur de 2,5 watts permet de transmettre les données scientifiques vers la Terre avec un débit de 24 kilobits par seconde.

### La charge utile
La charge utile est constituée d'un télescope de Schmidt d'un diamètre de 29 cm et doté d'une focale de 1,4 mètre. Cet instrument de taille relativement réduite est néanmoins suffisant pour permettre l'observation d'étoiles d'une magnitude apparente allant jusqu'à 12,4 soit une luminosité 400 fois inférieure à ce qui peut être perçu à l'œil nu depuis la Terre. Le télescope observe simultanément deux zones du ciel d'une surface de 0,9° × 0,9° situées à 58° l'une de l'autre. En effet, en l'absence de référentiel directement utilisable par l'instrument, celui-ci utilise l'écartement angulaire entre les étoiles ; l'ensemble des mesures uni-dimensionnelles combinées avec la connaissance de l'orientation du télescope au moment de l'observation permet de reconstituer la position des étoiles. Les deux images sont superposées sur un plan focal comportant un détecteur de 2,5 cm × 2,5 cm. Du fait de la rotation lente du satellite autour de son axe (un tour toutes les 128 minutes) l'image des étoiles traverse lentement le détecteur constitué d'une grille composée de 2 688 bandes alternativement transparentes et opaques. Derrière cette grille un détecteur de type photomultiplicateur analyse les variations de lumière toutes les 2 secondes. Ce système permit de mesurer la position de 118 000 étoiles avec une précision de 0,002 seconde d'arc. Un deuxième photomultiplicateur exploite un faisceau lumineux dérivé du faisceau principal pour déterminer et contrôler l'orientation du satellite et effectuer des mesures sur 1 million d'étoiles avec une précision plus faible de 0,03 seconde d'arc. L'axe de rotation du télescope est modifié tous les jours de 4,415° ce qui permet sur la durée de la mission d'observer à plusieurs reprises l'ensemble du ciel : en moyenne une étoile traverse le détecteur en 20 secondes et est observé à 110 reprises sur environ 30 époques différentes réparties au cours des 3 ans de la mission.

## Déroulement de la mission
Hipparcos est lancé le 8 août 1989 par une fusée Ariane 44LP  depuis la base de lancement de Kourou. Le lanceur place le satellite sur une orbite de transfert elliptique de 200x35896 km avec une inclinaison de 6,9°. Une fois parvenu à son apogée, le moteur d'apogée Mage devait être déclenché pour circulariser l'orbite et placer Hipparcos sur une orbite géostationnaire au niveau de la longitude 12° Ouest. Mais la mise à feu du propulseur à propergol solide ne se déclenche pas et le satellite reste coincé sur son orbite de transfert qu'il parcourt en environ 10 heures. L'équipe projet met au point en quelques semaines de nouvelles modalités d'utilisation du satellite permettant le recueil des données scientifiques dans ce nouveau contexte. Le périgée est rehaussé de 200  à   526 km pour réduire la trainée atmosphérique qui aurait rapidement déformé l'orbite : à cet effet les petits moteurs-fusées de contrôle de l'orientation sont mis à contribution en utilisant 26 des 32 kg du stock d'hydrazine.
Les répercussions de cette orbite non prévue sur le fonctionnement du satellite sont importantes. Hipparcos  traverse à chaque orbite les ceintures de Van Allen : il subit à chaque passage un bombardement de particules énergétiques nocif pour son électronique et ses panneaux solaires qui se dégradent plus rapidement que prévu. Les batteries doivent faire face à des périodes d'éclipse d'une durée plus longue que celles pour lesquelles elles avaient été dimensionnées. Enfin du fait du vol non stationnaire d'Hipparcos, la station au sol d'Odenwald en Allemagne ne parvient pas à récupérer toutes les données scientifiques au cours de son survol par le satellite et les stations de Kourou, Perth et Goldstone sont mises à contribution au prix d'un surcoût important. Hipparcos réussit malgré ces handicaps à fournir des données scientifiques valides entre novembre 1989 et mars 1993 donc au-delà des 30 mois prévus pour la mission nominale. Le 15 août 1993, confrontés à des avaries du système de guidage et de l'ordinateur de bord de plus en plus fréquentes, les responsables de la mission décident de désactiver le satellite.

## Résultats scientifiques

### Les cataloguesHipparcosetTycho
À l'issue de la mission les données recueillies représentant plus de 120 millions de mesures et 1000 gigabits de volumes sont  exploitées. Pour faciliter le traitement, les positions de toutes les étoiles avaient été initialement déterminées grâce aux observations faites depuis le sol avec une précision d'une seconde d'arc (le Catalogue d'Entrée). La détermination de la position est ensuite obtenue en combinant ces données, l'orientation du satellite au moment de la mesure et les relevés effectués par le détecteur. Les calculs effectués nécessitent notamment de résoudre 4 millions d'équations à 600 000 inconnues. Le catalogue Hipparcos (118 000 étoiles avec une précision d'une milliseconde d'arc) et le catalogue Tycho (plus d'un million d'étoiles avec une précision de 20–30 millisecondes d'arc) sont achevés en août 1996 et publiés par l'ESA en juin 1997. Les données de ces catalogues servirent à créer le Millennium Star Atlas (en), un atlas couvrant l'ensemble du ciel et comportant un million d'étoiles jusqu'à une magnitude apparente de 11 et complété par 10 000 objets non-stellaires provenant d'autres sources. Tycho 2, une nouvelle version du catalogue Tycho, est publiée en 2000. Ce catalogue repose sur les mêmes observations mais, grâce à une méthode de réduction de données plus avancée, les données y sont légèrement plus précises. Cette version est aussi beaucoup plus complète : 2 539 913 étoiles y sont présentes, ce qui représente 99 % des étoiles d'une magnitude inférieure ou égale à 11.
Hipparcos a également mesuré l'éclat des étoiles ; combinée avec la parallaxe, cette information permet de déterminer la magnitude absolue de l'étoile c'est-à-dire sa luminosité réelle abstraction faite de son éloignement. Cette information a notamment permis de calibrer l'échelle des distances avec les céphéides.

### La pré-découverte d'exoplanètes
Deux planètes extrasolaires (exoplanètes) confirmées — HD 189733 b et HD 209458 b — ont été retrouvées, postérieurement à leur découverte, dans les données photométriques collectées par Hipparcos. En effet, des transits de ces planètes étaient présents dans les données du satellites, mais pas identifiés à l'époque.
Un premier transit de HD 189733 b devant son étoile a été mesuré par Hipparcos le 26 février 1991. Deux autres transits de l'exoplanète ont été probablement mesurés par Hiparcos le 17 octobre 1991 et le 20 février 1993. 
Cinq transits de HD 209458 b devant son étoile ont également été mesurés par Hipparcos,, notamment le jour julien barycentrique (BJD) 2,448565171 ± 0,037. Ces transits étaient passés inaperçus à l'époque. Ce n'est que postérieurement à la découverte de ces exoplanètes que leur pré-découverte a été retrouvée dans les données d'Hipparcos.

### Les retombées
Les mesures effectuées par Hipparcos ont permis de :
- prévoir la collision de la comète Shoemaker-Levy 9 avec la planète Jupiter
- identifier les étoiles qui dans le futur passeront à faible distance du Soleil
- mesurer la distance des étoiles possédant des planètes
- découvrir que la forme de la Voie lactée changeait
- identifier un groupe d'étoiles qui ont par le passé envahi la galaxie
- remettre en question la taille et l'âge de l'univers : celui-ci s'est révélé à la fois plus grand et plus jeune
- confirmer la théorie d'Einstein concernant les effets de la gravité sur la lumière des étoiles.

### Le successeurGaia
L'Agence spatiale européenne a décidé en 2000 de donner un successeur à Hipparcos. Le satellite Gaia, dont le lancement a eu lieu en 2013, doit permettre d'établir un catalogue 50 fois plus précis que Hipparcos et pour un milliard d'étoiles. Le satellite est équipé d'un instrument astrométrique permettant de mesurer la position angulaire jusqu'à la magnitude 20, d'un instrument photométrique permettant l'acquisition de spectres d'étoiles dans la bande spectrale 320-1000 nm et d'un spectromètre haute résolution permettant de mesurer la vitesse radiale des étoiles. Le satellite a été placé au point de Lagrange L2 pour une mission d'une durée nominale de 5 ans.